# فيجنوني
فيجنوني؛ هي بلدية (محافظة) في مقاطعة فربانو كوزيو أوسولا في منطقة بيدمونت الإيطالية، وتقع على بعد حوالي 120 كيلومتر (75 ميل) شمال شرق تورينو وحوالي 2 كيلومتر (1.2 ميل) شمال شرق فيربانيا. اعتبارًا من 31 ديسمبر 2004، كان عدد سكانها يقدر بـ 1150 نسمة ومساحتها تقدر ب 3.5 كيلومتر مربع (1.4 ميل2).
تقع فيجنوني على حدود البلديات التالية: أريزانو، وبي، وكامبياسكا، وكابريتسو، وانتراجنا، وبريمينو، وفربانيا.